# وست هام يونايتد للسيدات
وست هام يونايتد للسيدات هو نادي كرة قدم نسائي إنجليزي تابع لنادي وست هام يونايتد. تأسس عام 1991 يشارك النادي في الدوري الإنجليزي الممتاز للسيدات منذ عام 2018.